# Anisodontea gracilis
Anisodontea gracilis är en malvaväxtart som beskrevs av D. M. Bates. Anisodontea gracilis ingår i släktet rumsmalvor, och familjen malvaväxter. Inga underarter finns listade i Catalogue of Life.